# 海上自衛隊のC4Iシステム
本項では、海上自衛隊が配備しているC4Iシステム（シー・クァドラプル・アイ・システム）について述べる。

## システム化に至る経緯
海上自衛隊の指揮管制のシステム化の試みは、1963年11月の海上自衛隊演習（38海演）に遡る。このときには、需給統制隊が陸自・空自と共同使用していた電子計算機を利用して、船舶の運航データの処理が行われた。また当時、海上幕僚監部総務部勤務であった平松良次1佐が、海上幕僚監部において「指揮通信組織の進歩について」という講話を実施しており、海上自衛隊においても、列国の指揮管制システム（CCS）の状況や指揮管制機能近代化の必要性が注目され始めていた。
このような気運を背景に、幹部学校が主宰する1965年12月の防衛術研究会においてCCS導入の問題が討議され、1966年8月には海上幕僚監部内にCCS準備室が設置された。そして海上幕僚長の諮問機関としてCCS開発及び整備の方向を策定するため、1967年7月には海上幕僚副長を委員長として海上幕僚監部内に「海上自衛隊CCS開発推進委員会」、またその事務局として防衛部に「CCS開発推進委員会幹事室」（CCS幹事室）が設置され、CCS準備室はこれらに吸収合併された。1970年3月には、従来の検討を踏まえて、ソフトウエアの整備体制（土台）の確立と、陸上システム、艦艇システム及び航空機システム（3本の柱）の整備という基本構想が確立された。
この結果、まず46DDG「たちかぜ」用の目標指示装置 (WES) の導入が重点事項とされた。ただしこれは指揮管制というよりは目標指示装置としての性格が強く、指揮管制に重点を置いた艦艇システムはDDH用のTDPSとして結実した。また陸上システムとしては、佐世保地方総監部用の米国製システムの導入は撤回されて、自衛艦隊司令部の作戦情報処理システムを国産により開発することとなった。一方、航空機システムは次期対潜機がらみとされてこの時点では見送られ、後にP-3Cの導入とともに整備が進められていった。

## 陸上システム
上記の経緯により、陸上システムとしては、まず自衛艦隊司令部の作戦情報処理システムとして自衛艦隊指揮支援システム（SFシステム）が開発されて、昭和50年（1975年）度より運用を開始した。しかし技術進歩の進展が速いコンピュータ分野においては既に陳腐化の問題が生じていたほか、機能・体制面の課題もあって、56中業と03中防でシステムの更新・近代化が図られた。
このうち、56中業でのシステム更新の際には、航空集団（空団）と佐世保・大湊地方総監部のためのシステムもそれぞれあわせて整備された。空団のためのシステムは、SFシステムのAF端末機能と、各ASWOCからの諸情報を収集・処理・表示し、空団司令官の作戦指揮の実施に寄与する指揮管制機能を併せ持ったシステムとして位置付けられており、当初はAFシステムと仮称されていたが、後にASWOC管制ターミナル（ASWOC Control Terminal, ACT）と称されるようになった。一方、佐世保・大湊地方総監部のためのシステムは、主として通峡阻止・対機雷戦を行う海峡防備に関して方面部隊指揮官の作戦指揮管制を支援するものとされた。
その後、08中防において、従来のSFシステムを基幹としてこれらの指揮管制支援システムを統合して、総合的なC4Iシステムが開発されることになった。これが海上作戦部隊指揮管制支援システム（MOFシステム）であり、1999年3月1日より運用を開始した。その後、2002年から2006年にかけて再構築が行われており、これに応じて名称も海上作戦部隊指揮統制支援システムに変更された（英名・略称には変更無し）。また平成26年（2014年）度末には海上自衛隊指揮統制・共通基盤システム（Maritime Self Defense Force Command, Control and Common Service Foundation System：MARSシステム）に発展しており、各艦の端末としては洋上ターミナル（Mobile MARS terminal：MMT）が配される。これは海上自衛隊のみならず、他自衛隊や海上保安庁などの各種情報をネットワークを介して統合・共有する機能を備えている。

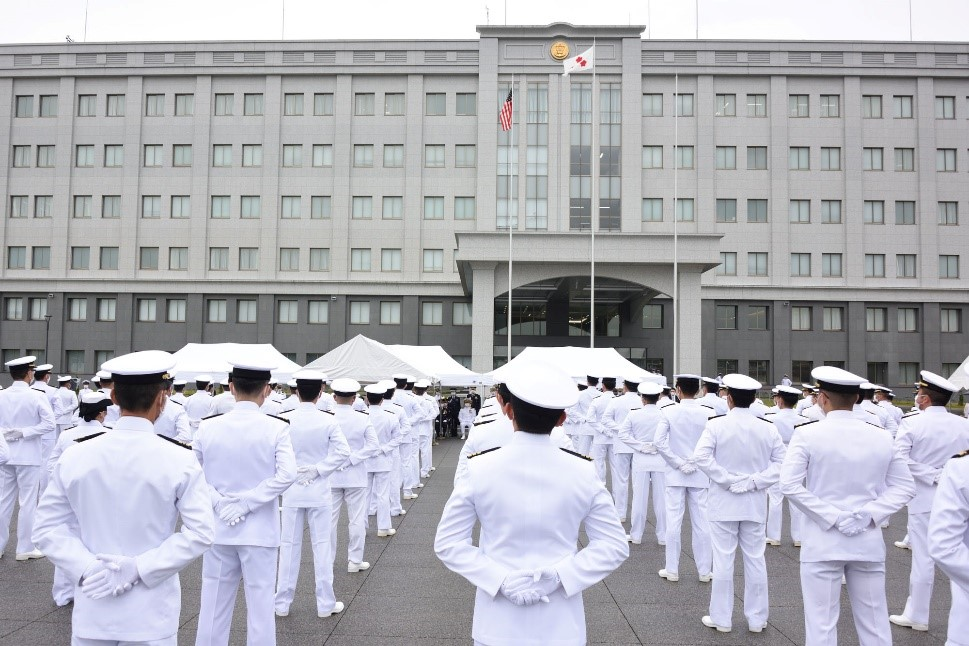
自衛艦隊司令部がある海上作戦センター
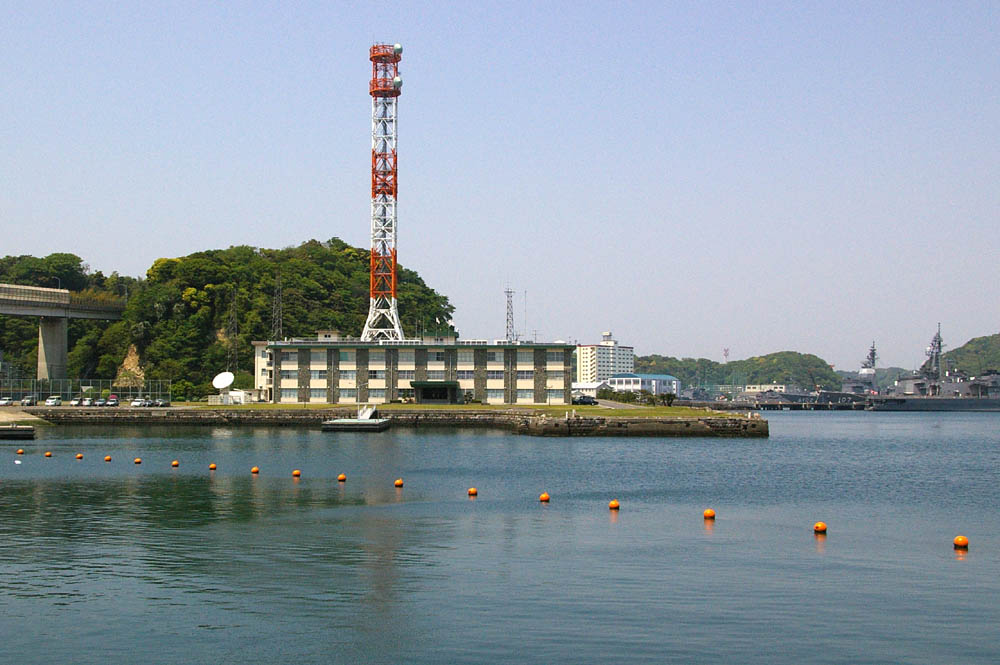
方面部隊センターの一つがある横須賀地方隊

## 艦艇システム

### 護衛艦
| 型番   | 名称/サブタイプ     | 戦術データ・リンク | 戦術データ・リンク | 戦術データ・リンク | 武器管制 機能 | 対潜戦 機能連接 | 搭載艦艇                                              |
| 型番   | 名称/サブタイプ     | 11                 | 14                 | 16                 | 武器管制 機能 | 対潜戦 機能連接 | 搭載艦艇                                              |
| ------ | ------------------- | ------------------ | ------------------ | ------------------ | ------------- | --------------- | ----------------------------------------------------- |
| NYYA-1 | －                  | －                 | －                 | －                 | －            | －              | 「たかつき」（38DDA）                                 |
| OYQ-1  | TDS                 | －                 | －                 | －                 | ○             | －              | 「たちかぜ」（46DDG）                                 |
| OYQ-2  | TDS                 | －                 | －                 | －                 | ○             | －              | 「あさかぜ」（48DDG）                                 |
| OYQ-3  | OYQ-3 TDPS          | ○                  | ○                  | －                 | －            | △               | しらね型（50/51DDH）                                  |
| OYQ-3  | OYQ-3B CDS          | ○                  | ○                  | －                 | ○             | ○               | しらね型（50/51DDH）                                  |
| OYQ-4  | OYQ-4 CDS           | ○                  | ○                  | －                 | ○             | －              | 「さわかぜ」（53DDG）                                 |
| OYQ-4  | OYQ-4-1 TDS         | ○                  | ○                  | －                 | ○             | －              | はたかぜ型（56/58DDG）                                |
| OYQ-5  | OYQ-5〜5C-1 TDS-3   | －                 | △                  | －                 | ○             | －              | はつゆき型（52〜57DD）                                |
| OYQ-5  | TDS-3-2             | －                 | △                  | －                 | ○             | －              | たかつきFRAM型（56FRAM） (「たかつき」, 「きくづき」) |
| OYQ-6  | OYQ-6〜6B CDS       | ○                  | ○                  | －                 | ○             | －              | あさぎり型（58〜60DD）                                |
| OYQ-6  | OYQ-6C CDS          | ○                  | ○                  | －                 | ○             | －              | 「かしま」（04TV）                                    |
| OYQ-6  | OYQ-6-2 CDS         | ○                  | ○                  | －                 | ○             | －              | 「はるな」（58FRAM）                                  |
| OYQ-7  | OYQ-7〜7B-1 CDS     | ○                  | ○                  | －                 | ○             | ○               | 「うみぎり」（61DD） など あさぎり型の一部艦          |
| OYQ-7  | OYQ-7B-2            | ○                  | ○                  | －                 | ○             | ○               | 「ひえい」（59FRAM）                                  |
| OYQ-8  | OYQ-8 CDS           | ○                  | ○                  | －                 | ○             | －              | 1号型（02PG）                                         |
| OYQ-8  | OYQ-8B CDS          | ○                  | ○                  | －                 | ○             | －              | 「はやぶさ」（11PG）                                  |
| OYQ-8  | OYQ-8C CDS          | ○                  | ○                  | －                 | ○             | －              | 「おおたか」（12PG）                                  |
| OYQ-9  | OYQ-9 CDS           | ○                  | ○                  | －                 | ○             | ○               | むらさめ型（03〜07DD）                                |
| OYQ-9  | OYQ-9B CDS          | ○                  | ○                  | －                 | ○             | ○               | 「いかづち」（08DD）                                  |
| OYQ-9  | OYQ-9C/C-1 CDS      | ○                  | ○                  | －                 | ○             | ○               | たかなみ型（10/11DD）                                 |
| OYQ-9  | OYQ-9D              | ○                  | ○                  | －                 | ○             | ○               | 「さざなみ」（12DD）                                  |
| OYQ-9  | OYQ-9E              | ○                  | ○                  | ○                  | ○             | ○               | 「すずなみ」（13DD）                                  |
| OYQ-10 | ACDS (Advanced CDS) | ○                  | ○                  | ○                  | ○             | ○               | ひゅうが型（16/18DDH）                                |
| OYQ-11 | ACDS (Advanced CDS) | ○                  | ○                  | ○                  | ○             | ○               | あきづき型（19〜21DD）                                |
| OYQ-12 | ACDS (Advanced CDS) | ○                  | ○                  | ○                  | ○             | ○               | いずも型（22/24DDH）                                  |
| OYQ-13 | ACDS (Advanced CDS) | ○                  | ○                  | ○                  | ○             | ○               | あさひ型（25/26DD）                                   |

#### 第一世代
海上自衛隊が初めて導入した戦術情報処理装置は、アメリカ合衆国のリング・テムコ・ボート（LTV）社がアメリカ沿岸警備隊向けのTACNAVシステム（Tactical Navigation System）として開発したもので、海自でのシステム区分はNYYA-1とされて、昭和45年（1970年）度の「たかつき」（38DDA）の第1回特別修理の際に搭載された。しかし海自の要求に合致せず、性能的な制約もあって、搭載は同艦1隻のみに留まった。
一方、昭和46年（1971年）度計画では海自2隻目のミサイル護衛艦（46DDG; 後の「たちかぜ」）が建造されることになっていたが、1隻目の「あまつかぜ」（35DDG）で搭載された目標指示装置（WDS Mk.4）が既に陳腐化していたことから、そのかわりに海軍戦術情報システム（NTDS）の技術を導入し、CP-642B電子計算機1基を中核としたWES（Weapon Entry System）が採用された。46DDG搭載システムのシステム区分はOYQ-1、また2番艦「あさかぜ」（48DDG）に搭載された小改正型はOYQ-2とされた。これらは戦術データ・リンクを備えておらず、フルスペックのNTDSとは言えなかったが、導入とともに整備されたCDSソフトウェアの維持管理体制やこれを担う人材は、海自全体のシステム化に大きく貢献した。
またこれとほぼ並行して、昭和50年（1975年）度計画のヘリコプター護衛艦（50DDH; 後のしらね型）のためのTDPS（Tactical Data Processing System）も開発されており、システム区分はOYQ-3とされた。こちらはアメリカ海軍のスプルーアンス級駆逐艦のシステムを参考としており、CP-642B電子計算機を2基に増備して、リンク 11にも対応した。ただし対空兵器システムについては、TDPSとは別に搭載された目標指示装置（TDS-2）が担当していた。

#### 第二世代
46・48DDGに続くたちかぜ型の3番艦は、当初は先行する2隻と同様にWESを搭載する予定だったが、予算の関係で建造計画が昭和53年（1978年）度に先送りされたこともあって、アメリカ海軍のJPTDSの技術を利用した新しいシステムを搭載することになり、システム区分はOYQ-4となった。電子計算機は新世代のAN/UYK-7に更新され、海自で初めて、DDGとしての武器管制機能と戦術データ・リンクによる部隊戦術情報処理機能をあわせもつ本格的コンバット・システム（CDS）となった。続くはたかぜ型（56/58DDG）でも小改正型のOYQ-4-1が搭載されたほか、46・48DDGのWESも、後にほぼ同等の機能を有するように改修された。
一方、昭和52年（1977年）度計画で建造に着手する汎用護衛艦（52DD; 後のはつゆき型）では、当初はTDS-2を発展させた目標指示装置（TDS-3）を搭載する予定だったが、経空脅威の深刻化を受けてWESと同一思想の戦術情報処理装置が必要と考えられるようになり、国内開発のOYQ-5が搭載されることになった。ただし処理能力やコストの面からリンク 11への対応は断念されており、実質的には目標指示装置の域を出るものではなかった。その後順次にアップデートを繰り返し、あさぎり型（58DD）で搭載されたOYQ-6ではリンク11や対空レーダーとの連接が実現し、「full destroyer CDS」とも称される。その後、同型の最終艦（61DD）では、OYQ-101 対潜情報処理装置（ASWDS）の搭載に伴って、これとの連接に対応したOYQ-7に発展した。
ミサイル艇1号型（02PG）では、OYQ-5〜7と同様にUYK-20を用いたOYQ-8が搭載されており、続くはやぶさ型ミサイル艇（11PG）のOYQ-8Bおよび改良型のOYQ-8CではAN/UYK-44に更新された。これらのOYQ-8は、いずれもリンク 11への接続能力を備えている。

#### 第三世代
海上自衛隊は、こんごう型（63DDG）の搭載システムとしてイージスシステムを選定したが、その戦術情報処理装置 (C&D, WCS)はアメリカより完成品を輸入する形となった。またむらさめ型（03DD）のOYQ-9もイージスシステムに範をとったシステム構成となっており、全武器システムとのデジタル連接化が実現した。ハードウェア的にも、UYK-7の後継としてAN/UYK-43、UYK-20の後継としてAN/UYK-44が採用され、さらに、ワークステーションもOJ-663/UYQ-21に更新された。また戦闘指揮所には、イージス・ディスプレイ・システム（ADS Mk.2）に類似した大画面液晶ディスプレイ（LCD）2面構成の情報表示プロジェクタが設置され、戦術情報の表示を効率化している。
さらに、たかなみ型4番艦（12DD）搭載のOYQ-9D型では、イージスシステムのベースライン7と同じくAN/UYQ-70による分散処理が導入され、5番艦（13DD）搭載のOYQ-9E型ではリンク 16に対応した。

#### 第四世代
日本国産第1世代のOYQ-5においては、レーダー情報の入力と射撃指揮装置への出力の両方が手動であり、これが応答時間の短縮において制約となっていたほか、対潜戦機能との連接もまったく行われていなかった。以後、順次に改良・強化が重ねられ、OYQ-6で対空レーダーとの連接、OYQ-7で対潜情報処理装置との連接、そしてOYQ-9で全武器システムとのデジタル連接化が実現した。しかしOYQ-9においても、戦術状況の判断なども多くをオペレーターに依存しており、同時多目標対処能力も制限された。
これを改善するために開発されたのが、新戦闘指揮システムACDS (Advanced CDS)を中核として、SWAN (Ship Wide Area Network)によって各戦闘システムを連接した新戦術情報処理装置ATECS (Advanced Technology Combat System)である。ATECSを構成するのは以下のシステムである。
- 新戦闘指揮システム ACDS (Advanced Combat Direction System; OYQ-10)
- 艦載用新射撃指揮装置（00式射撃指揮装置3型 FCS-3）
- 新対潜情報処理装置 ASWCS (Anti Submarine Warfare Control System)
- 水上艦用EW管制システム EWCS

ACDSはOYQ-10として制式化され、ひゅうが型護衛艦に搭載された。OYQ-10の特徴は、オペレーターの判断支援および操作支援のため、予想される戦術状況に対応して、IF-THENルールを用いて形式化されたデータベースに基くドクトリン管制を採用している点にある。これによって、OYQ-10はエキスパートシステムとなり、オペレーターの関与は必要最小限に抑えられ、意思決定は飛躍的に迅速化される。端末にはAN/UYQ-70シリーズが採用され、ACDSを含めATECSは全体にCOTS化されており、総合的に開発が行われている。これによって、対空・対水上・対潜の各戦闘機能が高度に統合され、戦闘能力は飛躍的に向上した。
またあきづき型（19DD）でも、同様にATECSの系譜に属するOYQ-11が採用されているが、魚雷防御システムなどサブシステムが多くなっている。
いずも型においては、OYQ-10をもとに武器管制機能を省いたOYQ-12が搭載され、端末が国産の情報処理サブシステムOYX-1に更新されている。
あさひ型ではOYQ-13となり、OYQ-11を基にして僚艦防空機能を省き、端末をOYX-1に更新している。このOYQ-13に連接されるOPY-1多機能レーダーやOQQ-24対潜システム等にもOYX-1を採用し、操作の標準化を進めている。
もがみ型（30FFM）でもOYX-1が引き続き採用されているが、戦術情報処理装置は他のシステムとともにオープンアーキテクチャ（OA）化が進められ、標準化されたネットワーク・システムに組み込まれるかたちで構成されており、システム区分はOYQ-1とされる。

#### 対潜情報処理装置
対潜戦闘は人力に頼る部分が大きく、自動化が困難であることから、ソナーで目標を探知してから戦術状況を判断し、水中攻撃指揮装置（SFCS）の管制によって実際に攻撃が行なわれるまでの流れの大部分がオペレーターによって行なわれていた。その後、艦装備のレーダーなどの情報は戦術情報処理装置を経由して水中攻撃管制装置に入力されるようになったが、情報処理は依然として人力への依存が大きかった。
1980年代、HSS-2B哨戒ヘリコプターのソノブイ、個艦装備の曳航式パッシブ・ソナー（TACTASS）が相次いで艦隊配備されたことから、対潜戦のパッシブ・オペレーション化が志向され、処理するべき情報が飛躍的に増大したことから、このような対潜戦闘を自動化する試みが開始された。まず艦体装備のソナーとTACTASS、ソノブイの入力を統合するためのOYQ-101 ASWDS（ASW Direction System）が国内開発され、1991年就役のあさぎり型の最終艦（61DD）で装備化された。これにより、艦のソナー（艦首装備ソナーと曳航ソナー）、ヘリ装備のソナー（ディッピングソナーとソノブイ）の目標探知状況・識別結果、攻撃状況、探知を失った場合の目標推定位置などを統合処理・管制できるようになった。その後、平成2年（1990年）度から平成6年（1994年）度にかけて、他の汎用護衛艦やはるな型・しらね型の各護衛艦、計23隻にバックフィットされた。ただしこれらの後日装備艦では、SDPSと連接していないという点が、61DDの構成と異なっていた。
一方これと前後して、技術研究本部第5研究所では、昭和53年（1978年）度から57年度にかけてアクティブソナー目標類別装置の研究を行なうなどの要素研究が重ねられていた。これを踏まえて、ソナーそのものに情報融合機能を持たせて、アクティブソナーやTACTASSなど複数のソナーを統合して海洋条件および用途に応じた信号処理を行なうことで運用の適正化を可能とするソナー・システムとして、OQS-Xの開発が着手された。OQS-Xは昭和59年（1984年）度から昭和61年（1986年）度にかけて試作、昭和61年度から62年度にかけて技術試験が行なわれ、昭和63年（1988年）度から平成元年（1989年）度にかけて特務艦「あきづき」に搭載されての実用試験が行なわれた。最終的に実用化はされなかったものの、信号処理・類別技術や信号処理の共通化技術等はOQS-102およびOQS-5ソナーに採用されたとされている。
そしてOQS-Xの技術を生かして開発されたOQS-102ソナーを搭載したこんごう型護衛艦（63DDG）においては、米国のAN/SQQ-89の構成に範をとって、よりシステム統合を進展させたOYQ-102 ASWCS（ASW Control System）が装備された。水中攻撃指揮装置の機能を包括しており、イージスシステムのC&DシステムおよびVLSと連接するとともに、曳航具4形Bの管制機能も付与された。なお1番艦ではHSS-2Bを管制の対象としたが、2番艦以降ではSH-60Jに変更され、OYQ-102Bとなった。
汎用護衛艦においても、平成3年度計画より建造に着手したむらさめ型では、同様にOQS-Xを踏まえて開発されたOQS-5ソナーを搭載するとともに、OYQ-102の経験を生かしたOYQ-103 ASWCSが装備された。これらはOYQ-9 CDSと連接されるとともに、ソナーなどと連接されている。また「きりさめ」（06DD）からは曳航具4形の管制機能が追加されてOYQ-103B、そして「いかづち」（08DD）からはSDPSの2コンソール化やセンサ待受け周波数指示機能の追加および位置極限機能の改善が加えられてOYQ-103Cとなった。そして発展型のたかなみ型（10DD）では、VLAと短SAMの発射競合を避けるための管制機能が付加されて、OYQ-103Dとなった。
その後、平成16年度計画より建造に着手したひゅうが型（16DDH）において、艦の戦術情報システムが分散システム化されたATECSとなったのに伴い、対潜情報処理装置も、米国のAN/SQQ-89(v)15を参考とした統合ソナー・システムに移行した。これは同様のシステム構成を採用したあきづき型（19DD）においても踏襲されている。

### 潜水艦
海上自衛隊の潜水艦は、うずしお型（42SS）において、涙滴型船型・1軸推進方式の採用によって運動性能を大きく向上させ、またソナーもZQQ-1として統合化したことで索敵能力も向上した。しかし目標運動の解析や魚雷の命中計算を行う指揮装置は一つの目標しか扱えなかったことから、対艦用としての魚雷の性能不足も相まって、攻撃能力には課題を残した。
このことから、うずしお型6番艦（47SS）から採用された魚雷発射指揮装置のディスプレイ機能を発展させて、ゆうしお型（50SS）ではZYQ-1潜水艦指揮管制装置（SCDS）が搭載された。これはAN/UYK-20電子計算機を採用しており、複数目標への対処を実現した。測的機器や航海計器からのデータを受信して目標の運動解析を行い、戦術情報の提供、攻撃兵器の発射と航法の支援、有線誘導魚雷の管制などの機能を備えている。また7番艦（57SS）以降では、電子計算機をAN/UYK-20 2基に増備したZYQ-2となり、大船団を相手にしても十分に対応できる同時目標運動解析数となった。続くはるしお型（61SS）ではZYQ-2Bを搭載したのち、おやしお型（05SS）では魚雷6本の同時誘導が可能なZYQ-3が搭載された。
そして、そうりゅう型（16SS）では分散システム化が図られており、情報を集中処理する情報処理装置は消滅して、各サブシステムを光ファイバーによるLANで連接して、分散コンピューティングが行われている。各サブシステムの情報処理部は共通のデータベース（Target Data Base Server, TDBS）に接続されて情報の共有を図っており、共通サービスを用いることでシステムの柔軟性は大幅に向上した。マンマシンインタフェースとして、発令所には戦術状況表示装置（Tactical Display System, TDS）が設置されており、センサ情報だけでなく海図等の航海情報やC2Tを介して得られるノンリアルタイムの艦外情報等の全ての情報を表示して、艦長の意思決定を支援する。コンソールとして、水冷式の潜水艦情報表示装置（Multi Function Intelligence Control Console, MFICC）6基が設置されており、どのコンソールでも、必要なセンサないし武器の表示・制御プログラムを起動すれば、ただちのその機能を使用できるようになっている。

### 掃海艇
海上自衛隊の掃海艦艇は、やえやま型（01MSO）よりシステム化に着手した。当初はアメリカ海軍の深々度掃討装置の一環として、AN/SSN-2(V)精密統合航法システム（precision-integrated navigation system, PINS）の導入が検討されていたが、開発の遅延と予算との絡みもあって、国産の掃討用戦闘指揮システム（Mine Countermeasures Direction System, M-CDS）を導入することになった。日立造船では、日立製作所と共同で、海幕研究室の指導のもと、イギリス海軍のハント型掃海艇の情報処理装置（Central Control System）を参考にして日本版の中央管制システムの研究を開始し、1984年には官民による新掃海システム・スタディー委員会が発足して、掃海艦に求められるシステムの検討が開始された。その成果を踏まえたシステムは、01MSOにおいて、指揮支援装置として装備された。
また1980年代後半からは、海幕装備体系課の指導のもと、M-CDS勉強会が発足し、次世代の掃海艇での情報処理装置についての検討が重ねられた。このとき、イギリス海軍のNAUTIS情報処理装置が俎上に載せられたが、同機はブリテン諸島周辺海域の対機雷戦環境に対応したものであり、日本では必ずしも合致しないと判断されたことから、勉強会の成果は保留され、情報収集というかたちで中断されていた。
しかし1991年の自衛隊ペルシャ湾派遣を受けて、状況は一変した。この時点の海自の対機雷戦能力ではMANTA機雷への対処能力が不足しており、また同世代の欧米諸国軍と比して、艇の安全性や処分作業の自動化・省力化にも大きな立ち遅れがあると判断されたことから、M-CDSの新型化も焦眉の急となった。1992年より海幕において、平成6年（1994年）度計画で建造する掃海艇（06MSC）における対機雷戦システムの研究が着手された。研究にあたっては、当時の欧米諸国掃海艇のなかでは最新であったイギリス海軍のサンダウン級機雷掃討艇がモデルとして採択され、1995年3月には2番艇「インバネス」への乗艦研修を含むイギリスでの現地調査が行われた。
この成果を踏まえて、すがしま型（07MSC）では、イギリス海軍のサンダウン級機雷掃討艇のシステムが導入されたことから、情報処理装置も、同級と同じく、英GECマルコーニ社のNAUTIS-Mが搭載された。これはサンダウン級用に開発されたもので、iAPX-286マイクロプロセッサと4～16メガバイトのRAMを備えた3台のコンソールからなっており、レーダーや機雷探知機などと連接されて、航海情報管理、また対機雷戦計画・評価支援機能を備えていた。
これと並行して、平成6年（1994年）度からは、NAUTIS-Mに範をとって、一部を除き国産化したOYQ-201掃海艇情報処理装置の開発が開始された。これはひらしま型（16MSC）より装備化されており、S-10操作用コンソール、機雷探知機用コンソール、CIC指揮官用コンソール、艦橋コンソール、および司令部CICコンソールにより構成されている。S-10等の武器管制機能のほか、航海情報管理、また対機雷戦計画・評価支援機能を備えている。

## 航空機システム

### 大型哨戒機 (VP)

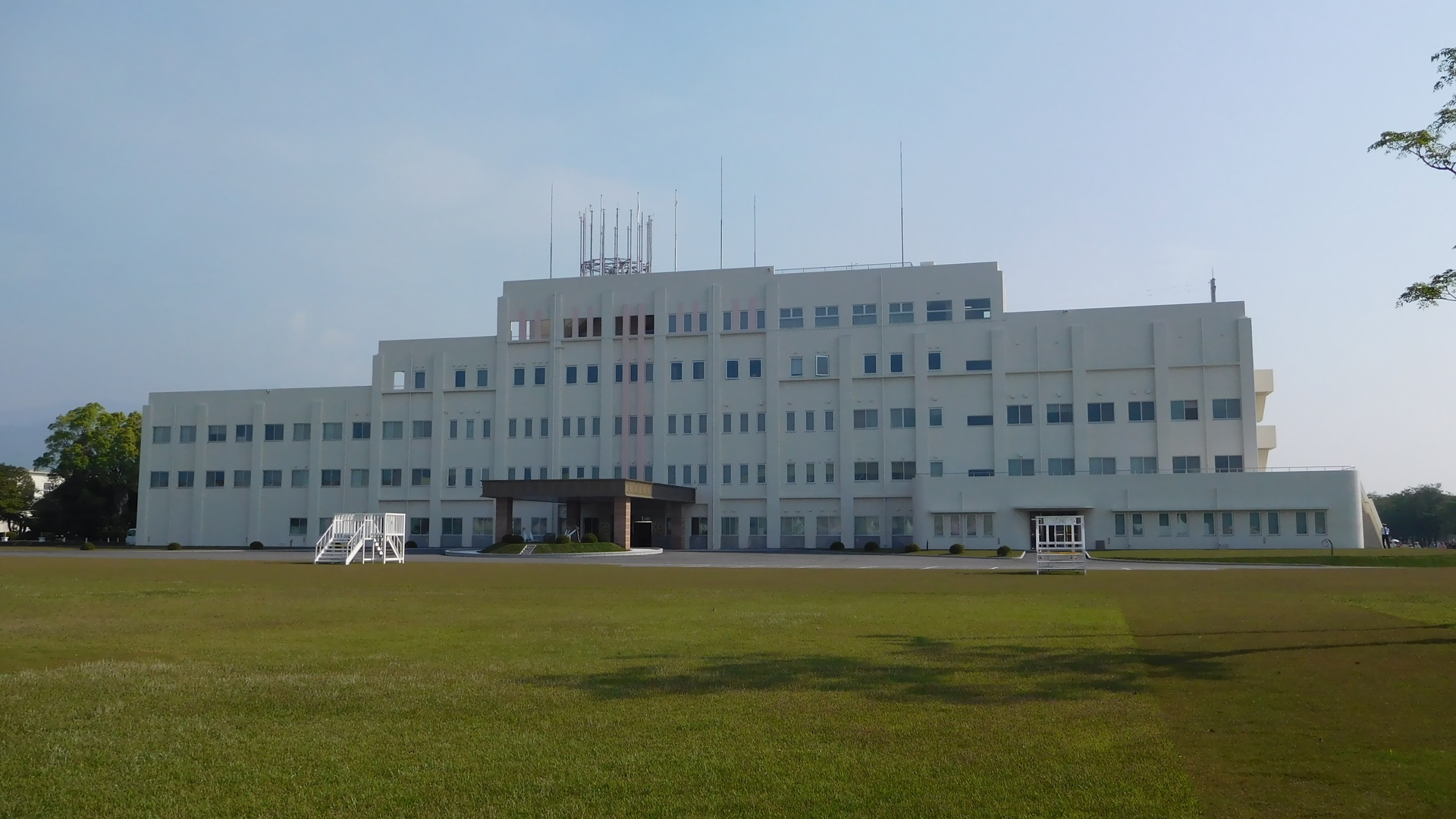
対潜水艦戦作戦センターの一つがある鹿屋航空基地

アメリカ海軍では、P-3C哨戒機において地上のGSCC（Ground Support Computer Complex）及びASWOC（Anti-Submarine Warfare Operation Center）施設と連携してのシステム構築を行っており、同機の導入とともに、海自でもこれに倣ったシステムが構築されていった。1982年3月31日には最初の航空対潜水艦作戦センター (ASWOC) が厚木航空基地に配備された。これは地上に据え付けるコンテナ・タイプであったが、それ以降のASWOCは地下に作られ、抗堪性が高められた。また昭和63年度には、最初のASWOCは厚木から鹿屋航空基地に移転された。
その後、P-1哨戒機への更新とあわせて、海上航空作戦指揮統制システム（Maritime Air-Operation Command and Control System, MACCS）の配備が進められた。MACCSは、ASWOCと同様の機能を有するシステムで、可搬化し、機材を分解して哨戒機数機で空輸したのち、外国の飛行場などに設置して運用することで、作戦基盤のない海外に展開する哨戒機部隊に対して、運用、指揮、統制、戦術支援を効果的に実施することも可能である。

### 哨戒ヘリコプター (HS)
HSS-2Bは、機体設計は従来のHSS-2/2Aを踏襲しつつ、装備は全て近代化し、必要と考えられる機能は全て搭載する方針で開発された。このように装備を充実させた結果、特に副操縦士の負担激増が懸念されたことから、戦術情報処理表示装置（Tactical Data Display System, TDDS）が開発・搭載されることになった。これはおおむねP-2JのHSA-116をさらに改良し、ソフトウエアの維持により性能改善を図ることも視野に入れられていた。
TDDS（HSA-117）の開発は東芝小向工場で行われた。試作時に多数の操縦士が協力して機能や操作性の確認、アイデアを出しての修正が行われたことから、評判はまずまずであった。ただし開発段階では、特にソフトウェア上のトラブルが頻発しており、開発が機体の領収開始に間に合わず、TDDSを搭載したのは昭和52年度調達機4機のうち初号機のみであった。また艦の戦術情報処理装置（CDS）とのシステム的な連接がなされているわけではなく、ソノブイ信号の伝送以外は無線電話で連絡しているのみであった。
HSS-2Bの後継となるSH-60Jは更にシステム化を進めており、国内で初めてMIL-STD-1553Bデータバスで個々のセンサ・制御系を連接し、戦術情報処理表示装置（Helicopter Combat Direction System, HCDS）および自動飛行制御装置（AFMS）に組まれたソフトウェアで航空機を制御するシステムとなった。これらのシステム開発にあたっては、HSS-2Bというよりは、むしろ当時導入が進められていたP-3CおよびE-2Cのソフトウェア資産が影響を与えたとされる。
HCDSの電子計算機としては富士通のF-3コンピュータ（16ビット）が使用されたが、これはSH-60Bで搭載されていたAN/AYK-14コンピュータをもとに国産化したもので、記憶媒体を磁気記録からCMOSに変更して小型軽量化するなどの変更が加えられている。プログラミング言語は、P-3Cや艦艇システムと同系統のCMS-2Mが用いられていた。またHCDSでは、LAMPS Mk.IIIと同様に、艦上のCDSと多重データリンクで連接する方式が採用されており、データリンクのプロトコルはリンク 11を参考に策定された。
発展型のSH-60Kでは、HCDSを発展させたAHCDS（Advanced HCDS）戦術情報処理表示装置が搭載された。AHCDSではニューロコンピュータ方式の採用も検討されたものの、リスクが大きいと評価されて、エキスパートシステム方式での構築となった。フィールドデータが肝要であることから、部隊側は第51航空隊が主体となり、技術研究本部第2研究所と三菱重工ヘリ技術部も加わって、官・民、運用と技術が一体となった開発が進められた。ただしオペレーションプログラムはHCDSの10倍以上の規模となり、日本初の戦術判断支援アルゴリズムの開発が求められたこともあって、開発期間は予定の2倍以上となった。

## 業務系システム
海上自衛隊の業務系システムは、海自造修整備補給システムとして統合されている。これらはいずれも、防衛情報通信基盤（DII）を通信システムとして利用する
。
従来、海上自衛隊の後方支援体制は、補給本部・艦船補給処・航空補給処の3つの需給統制機関を中心として運営されており、業務系システムとしては、下記の3系列のシステムが独立して運用されていた。
需給統制システム
需給統制隊（現在の補給本部）により、昭和30年度より整備されたものである。補給本部を中心に、艦船補給処・航空補給処に配備された、いわば作戦級のシステムである。
艦船補給システム
昭和40年度より整備されたもので、艦船補給処を中心にして各地方総監部補給所（現在の造修補給所）に配備された、いわば戦術級のシステムである。
航空補給システム
木更津航空補給所（現在の航空補給処）により、昭和36年度より整備されたもので、航空補給処を中心にして各航空部隊補給隊に配備された、いわば戦術級のシステムである。
海上自衛隊では、2007年よりこれら3システムの総合的な性能向上計画として「海幕補給3システムの業務・システム最適化計画」を策定したが、2008年にはこれをさらに拡大したシステムの統合計画として、「海自造修整備補給システムの業務・システム最適化計画」が策定された。この計画に基づき、3システムは高度に連接され、合理化されている。
続いて2017年度予算より認められ順次移行が行われている防衛省・自衛隊C4Iシステムのクラウド化の一環として、海自造修整備補給システムをクラウド化した海自ロジスティクス基盤システム（仮称）への移行が2019年より計画されている。

## 通信システム

### 衛星通信

#### FLTSATの導入
海自の衛星通信の利用という点では、1977年の第19次南極地域観測隊の派遣に際して、砕氷艦「ふじ」がインマルサット通信装置を搭載して音声およびテレタイプ通信に利用したのが端緒となる。また昭和54年（1979年）度で練習艦「かとり」も同じくインマルサットの器材を搭載して遠航で使用したほか、後には護衛隊群の旗艦にも搭載されて、主として国外派遣訓練で使用された。しかし1980年からの環太平洋合同演習（RIMPAC）参加経験を通じて、衛星通信機能の不備が円滑な作戦遂行を制約していると報告されていたものの、自衛隊自身の衛星通信システムの保有・運用については、1969年5月9日の衆議院 本会議（第61回国会）で採択された「我が国における宇宙の開発及び利用の基本に関する決議」に反するというのが、この時点での政府見解であった。
1982年秋、民社党の塚本三郎書記長は東京新聞の記者からの情報提供を受け、硫黄島航空基地の自衛官が家族との電話もできない状態で勤務していることを知って同地を視察したのち、翌1983年2月の衆議院予算委員会（第98回国会）において、NTTの衛星「さくら2号」による衛星電話を同地に設置できないかを質問した。これに対し、科学技術庁の担当局長が上記の政府見解を踏襲して「防衛庁は使えない」旨の答弁をしたところ、塚本書記長は厳しく反論し、最終的には、当時の中曽根首相が「この件は十分検討する」として収集を図った。この結果、昭和59年（1984年）度予算に硫黄島衛星通信回線が盛り込まれて1985年3月に開通したほか、同年2月6日の衆議院予算委員会において、政府は「平和目的と自衛隊による衛星利用についての統一見解」を明らかにし、自衛隊の衛星通信利用への道が開かれた。
まずアメリカ海軍の衛星通信システム（FLTSAT）の導入が図られることになり、昭和60年（1985年）度予算で放送受信用器材3セットが、61年度では同5セット及び送受信用器材8セットの導入が承認されたほか、1985年9月に閣議決定された61中防では「海上自衛隊の衛星通信機能の整備」が盛り込まれた。この時点では具体的な計画はなく、さしあたり、上記のFLTSATの使用を拡大することを検討して、UHF仕様で計画を進めていたものの、アメリカ側の反応は芳しくなかった。

#### SUPERBIRDの導入
1985年8月、周波数帯をUHFからSHFに変更して、自衛隊独自の衛星通信システムを構築していくことが決定された。これは、当時イギリス海軍やフランス海軍がSHF（Xバンド）の衛星通信を運用しており、また通信容量等の将来性も期待されたためであったが、上記の通り既にUHF帯として計画が進んでいたこと、またXバンド衛星通信システムはアメリカ海軍では旗艦など大型艦にしか使用していなかったことから、部内でもかなりの議論となった。また同年4月1日の電気通信事業法の施行に伴って民間の衛星通信事業者が誕生していたことから、海幕通信課では、これらの民間衛星の利用についても打診していたところ、上記の周波数変更と同時期に、三菱グループの宇宙通信が計画中の通信衛星のトランスポンダの一部を海自用に積み替えることを決定した。既に宇宙通信の最初の衛星 (SUPERBIRD A号機) の設計は完了して製造の直前であったため、当初は2機目の衛星に海自用トランスポンダを搭載する予定だったが、提携先のアメリカ企業からの助言もあり、A号機の計画を約1年延期した上で、同機に搭載されることになった。
また郵政省も海自の衛星通信導入を全面的にバックアップする体制をとっており、1985年11月には、「さくら3号」など多くの衛星事業に携わってきた松本正夫を防衛庁通信課に出向させて、計画を急速に具体化させるとともに、衛星通信に関するノウハウの提供も進められた。上記の周波数変更に伴って、宇宙通信が予定していた軌道ではソ連の通信衛星と干渉する恐れが生じたことから、国際周波数登録委員会（IFRB）に申請しての再調整が必要となったが、予算提出前に国際調整を行うことを躊躇する防衛庁に対して、郵政省は独自の判断で国際調整に入った。この際には、ソ連の衛星と干渉しないことを確実に納得させられるよう、三菱グループに加えてライバルとなるNECも参加しての検討が行われた。11月にIFRBへの申請が行われ、猶予期間を経ても他国からの異議はなく、1986年7月にSUPERBIRD通信衛星の2つの位置（赤道上東経158度および162度）が確保された。
1986年2月、官民合同の研究会はSHFを使用した概略のシステム設計を終了し、衛星通信システムを導入すること及び衛星は2機体制とすることが、海幕長によって承認された。これに基づいて、昭和62年（1987年）度予算より海自衛星通信システムの事業化が着手された。1989年6月には海自用トランスポンダを搭載したSUPERBIRD A号機が打ち上げられ、「はつゆき」に搭載された試験用の衛星通信端末を用いた初度運用試験（IOT）などを経て、1990年3月より衛星通信システムの運用が開始された。海自側の「通信システムの整備は極力短期間に実施すべき」との主張が認められて、DD以上の護衛艦への装備は、63年度・元年度・2年度予算の3回で終了した。

#### SUPERBIRDの運用拡大
上記の通り、衛星は2機体制となる計画であり、1990年2月に2機目 (SUPERBIRD B号機) の打ち上げが行われたものの、これは失敗し、衛星も失われた。また同年12月には運用中のSUPERBIRD A号機が制御不能の事態になり、サービスを受けられなくなったことで、既に衛星通信の恩恵を認識していた海自側に大きな衝撃を与えたが、1992年2月にSUPERBIRD B1号機が打ち上げられてサービスが再開され、衛星通信システムが使用できなかった期間は約1年数か月で済んだ。
これらの第1世代SUPERBIRD衛星の整備と並行して次世代衛星通信システムの検討が進められていたが、衛星の軌道位置確保の観点も踏まえて、これは海自のみならず陸・空自とも共同使用することになり、03中防より正式に参加した。08中防では衛星3機に搭載された中継機5本を運用していたのに対し、13中防ではSUPERBIRD Dが追加されて衛星4機となり、中継機10本（運用7本＋予備3本）に増加するとともに、ペルシャ湾を覆域に収める可動スポットビームも追加された。またこのXバンドの覆域外では、民間のインマルサット衛星通信が用いられる。
また平成18年（2006年）度より、Kuバンド衛星通信の運用も開始された。このKuバンド衛星通信は、保全性の高いクローズ系と自由度のあるオープン系で構成されており、それぞれIP通信によってチャットやWeb、電子メールなどを利用できる。特に艦艇に装備されたオープン系のIP電話が防衛省の内線電話と接続できるようになったことで、利便性は大きく向上した。ただしKuバンドはXバンドよりも通信帯域を大容量化しやすい一方で、天候に左右されやすいという欠点があり、骨幹的通信回線としては信頼性に欠けるとも指摘されている。
そして平成29年（2017年）度からは、SUPERBIRD B2/D/C2衛星の設定運用寿命の到達に伴って、Xバンド防衛通信衛星の運用が開始された。Xバンド防衛通信衛星は防衛省がPFI方式で独自に保有・運用する衛星で、2017年に2号機（きらめき2号）が打ち上げられ、2018年に1号機が、2021年に3号機が打ち上げられる予定である。これにより従前より飛躍的に高速・大容量でのデータ伝送が可能となる。

#### 空中線装置
SUPERBIRD衛星を用いたXバンド通信のためには、NORA-1が広く用いられている。またひゅうが型では、SUPERBIRD D衛星を利用したXバンドの高速大容量通信（数Mbps）に対応する衛星通信空中線装置として、NORA-7が導入された。一方、Kuバンドを使用する衛星通信空中線装置としてはNORQ-1が用いられる。
民間のインマルサット衛星通信用の衛星通信装置としてNORC-4も各艦に搭載されており、またアメリカ軍の衛星通信システムに参加するための対米通信装置として、一部艦（DDG, DDHなど）にはAN/WSC-3（OE-82C）やAN/USC-42 Mini-DAMAが搭載されている。

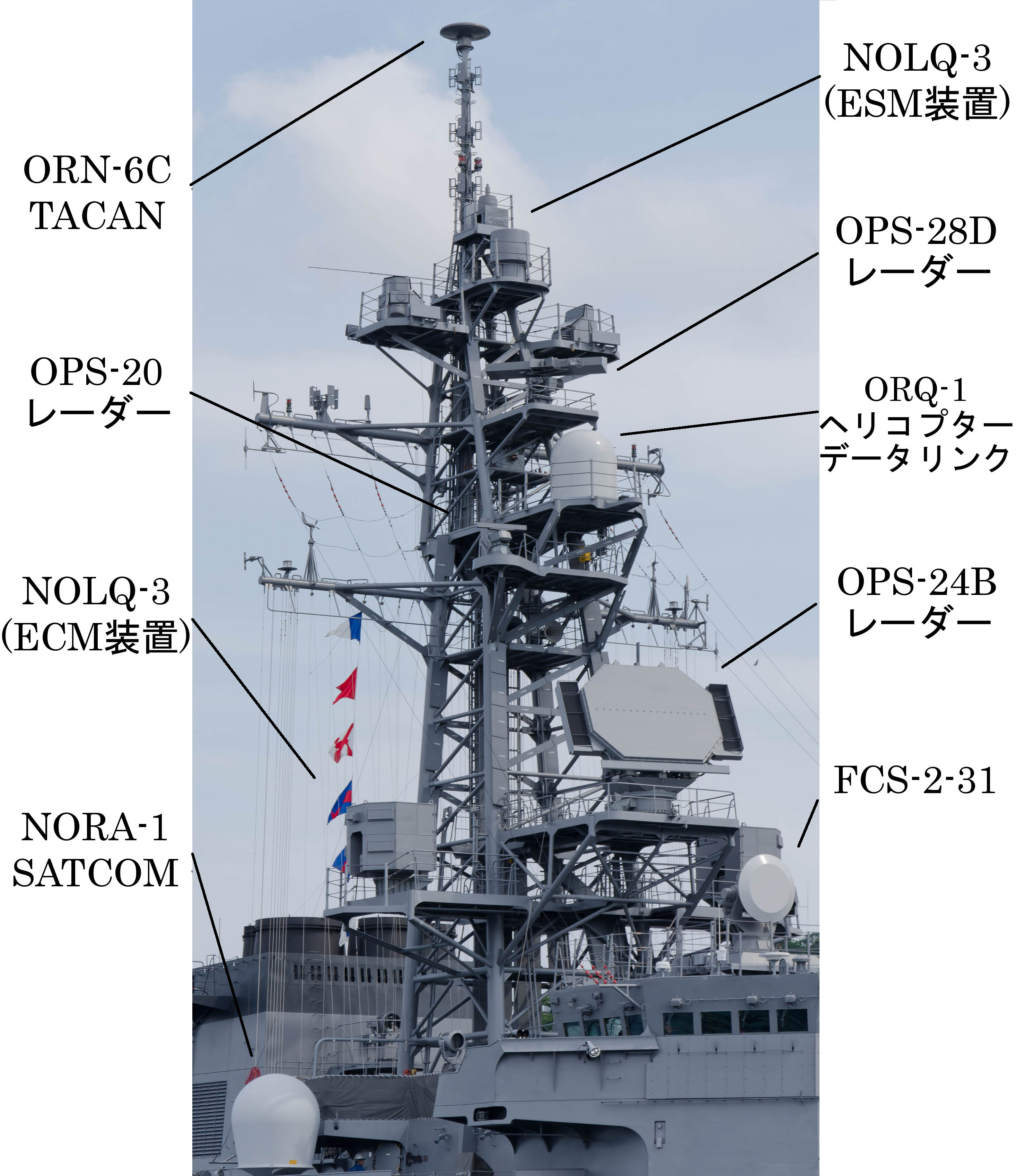
「ありあけ」。NORA-1のアンテナはレドームに収容され、艦橋両脇に設置されている。
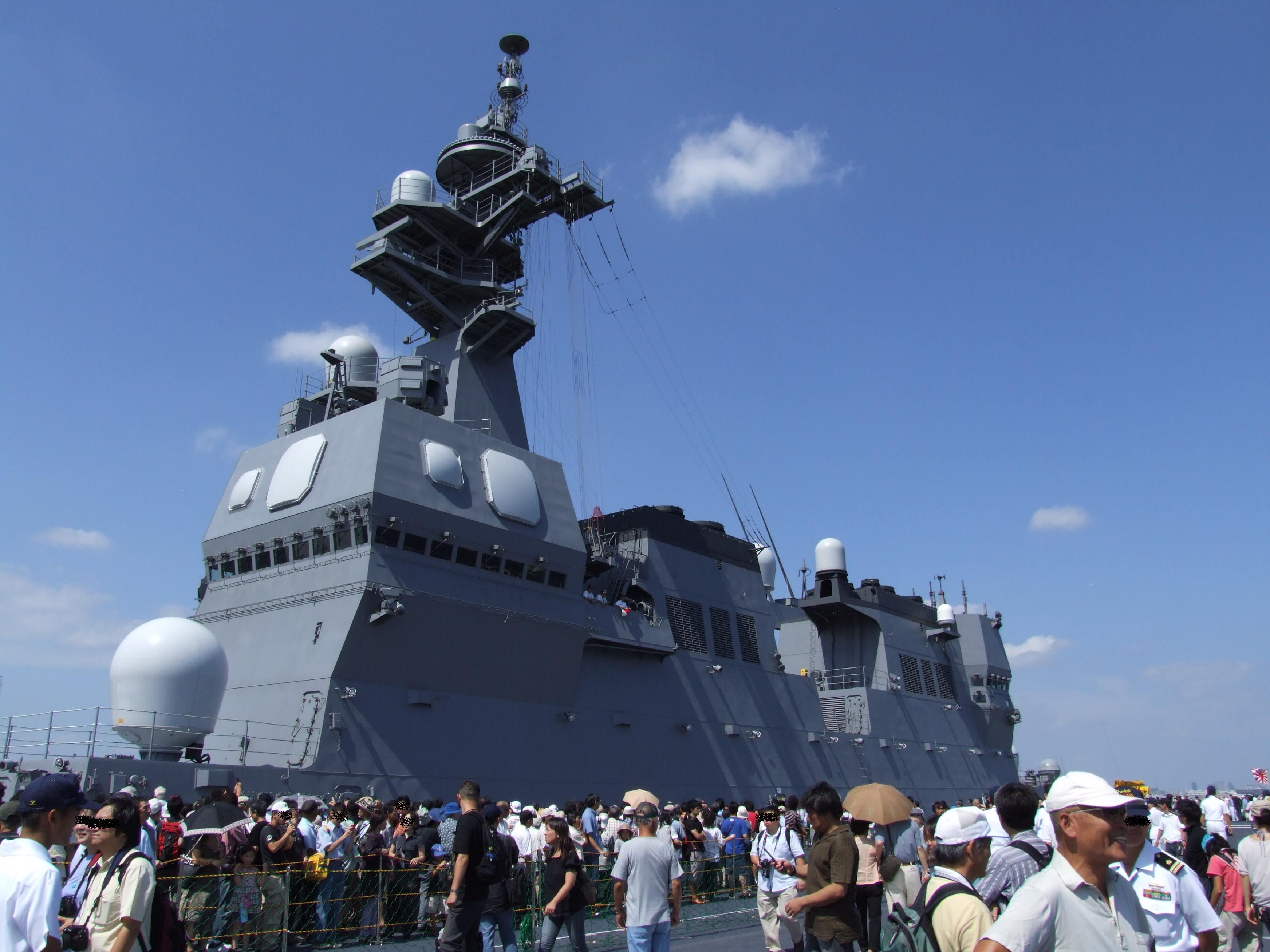
「ひゅうが」。上部構造物前方にNORA-7、後部煙突前面にNORQ-1C、側面にNORQ-1のレドームが設置されている。